# Elizabeth Jane Gardner Bouguereau
Cet article concerne la peintre. Pour la pilote, voir Elizabeth L. Gardner. Pour La physicienne britannique, voir Elizabeth Gardner. Pour les autres significations, voir Gardner.
Elisabeth Jane Gardner, née le 4 octobre 1837 à Exeter (New Hampshire), et morte le 28 janvier 1922 à Saint-Cloud, est une artiste-peintre américaine.

## Biographie

### Jeunesse dans le New Hampshire
Jeune fille de bonne éducation, Elisabeth Gardner apprend le dessin et l'aquarelle à l'Université de Lasell (en), et se lie d'amitié avec sa professeure Imogene Robinson Morell. En 1856, elle obtient son diplôme et enseigne le français à la School of design de Worcester où elle retrouve Imogene Robinson. Comprenant qu'il lui faut une formation plus poussée, elle part pour Paris y rejoindre son amie en juillet 1864,.

### Carrière artistique en France
Elizabeth Gardner et Imogene Robinson Morell louent un appartement ensemble et gagnent leur vie en réalisant des copies de tableaux de maîtres aux musées du Louvre et au musée du Luxembourg pour le compte de clients américains.
En automne 1864, elle cherche à entrer à l’Académie des Beaux-arts de Paris mais, les femmes étant exclues de cette institution, elle suit les cours particuliers d'Ange Tissier puis d'Hugues Merle de 1868 à 1874. Elle suit les cours de dessins de l'École de tapisserie des Gobelins et reçoit une autorisation spéciale de la police pour porter l'uniforme de cette école car celui-ci est destiné aux hommes,.
En 1873, elle est acceptée à l’Académie Julian et apprend auprès de Jules Joseph Lefebvre et William-Adolphe Bouguereau.
Elle est la première femme peintre américaine à exposer au Salon de Paris en 1868 avec Cornelia et ses bijoux et la première américaine du Salon à gagner une médaille (troisième classe) en 1887 pour La fille du fermier.
Ses tableaux sont acceptés dans plus de 25 salons,, lui permettant de gagner une notoriété importante. En 1876, elle expose au Centenaire de Philadelphie. À la fin des années 1870, le marchand de tableau Adolphe Goupil achète ses tableaux et l’américain Knoedler le suit fin 1880, achetant ses tableaux destinés au Salon sans même les voir.
Elle gagne une médaille de bronze pour La fille du fermier au cours de l'Exposition universelle de Paris en 1889.
Devant sa renommée, le collectionneur d'art Potter Palmer lui demande de peindre une fresque pour le Women's building de l'exposition universelle de 1893 à Chicago. Elle décline l'invitation, citant des raisons de santé et Mary Cassatt la remplace. Soap bubbles (Bulles de savon) est sélectionné pour cette exposition grâce à l'intervention de la conservatrice Sarah Tyson Hallowell,.
Toujours en contact avec la communauté américaine de Paris pour les besoins de vendre son art, elle réalise en 1895 les portraits du vice-consul Edward Tuck et de sa femme Julia Stell Tuck.
Elle sert d’intermédiaire et de conseiller pour ses compatriotes, tel que Jonas Gilman Clark (en) lors de l'acquisition de peintures en France.
En 1896, elle épouse William Bouguereau et abandonne la peinture car elle travaille comme secrétaire particulière de son mari et aide à organiser le personnel de maison. Elle use de son influence pour que son mari permette à l’Académie Julian d'ouvrir ses portes aux femmes.
Après la mort de William Bouguereau en 1905, elle peint quatre toiles par an avant d'arrêter, gênée par des rhumatismes.

### Vie privée

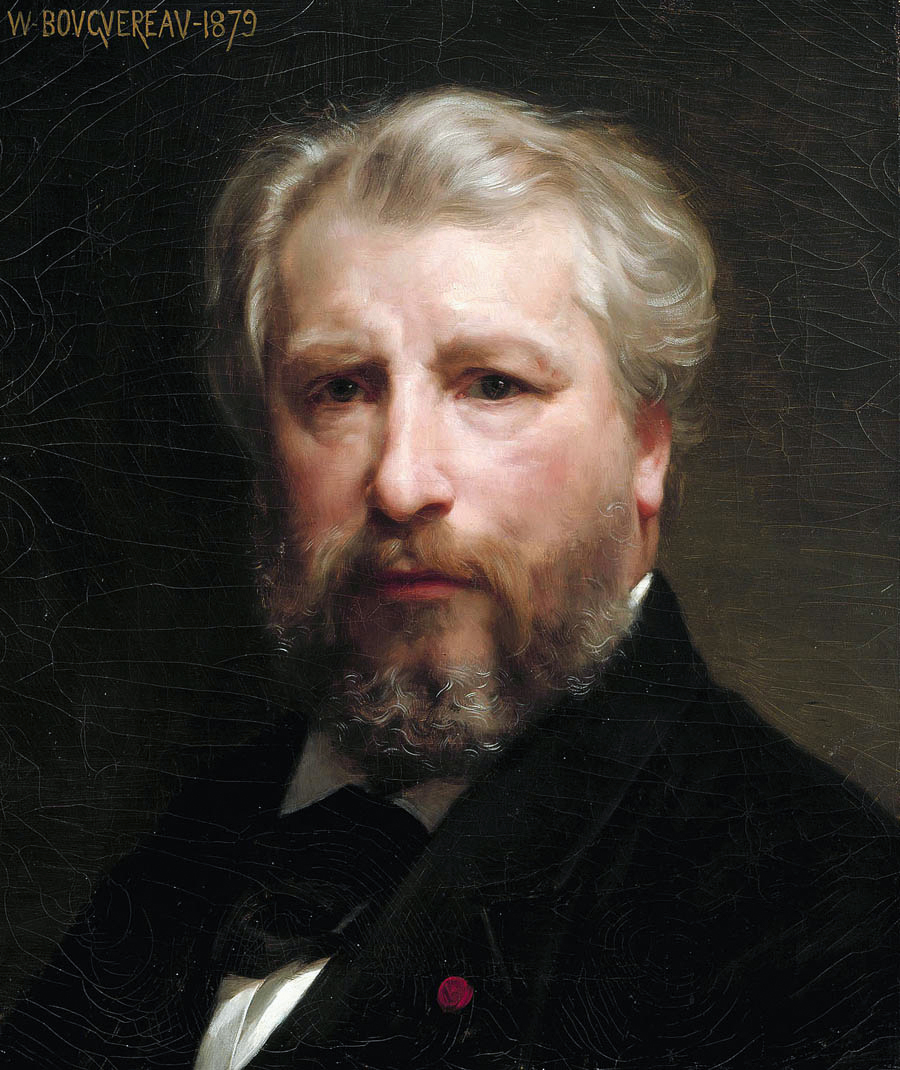
William Bouguereau l'année de ses fiançailles avec Elizabeth Gardner, Autoportrait (1879),
Musée des beaux-arts de Montréal.

L'appartement d'Elizabeth Gardner et d'Imogene Robinson Morell se trouve dans la même rue que la famille de William-Adolphe Bouguereau, qui demeure au No 75 rue Notre-Dame des Champs,. Peu de temps après la mort de Nelly Monchablon, la première femme de Bouguereau, celui-ci souhaite épouser Elizabeth Gardner, une élève qu'il connaît depuis dix ans, mais sa mère s'y oppose ainsi que sa fille. Elizabeth Gardner fait jurer à Bouguereau qu'il ne se remarierait pas tant qu’elle vivrait. Ils se fiancent en 1879 mais elle souhaite conserver sa liberté et le succès qu'elle a gagné. Après la mort de sa mère et après dix-neuf ans de fiançailles, ils se marient à Paris en juin 1896. Ils passent leurs étés à La Rochelle et resteront ensemble jusqu'à la mort de celui-ci.

## Importance artistique

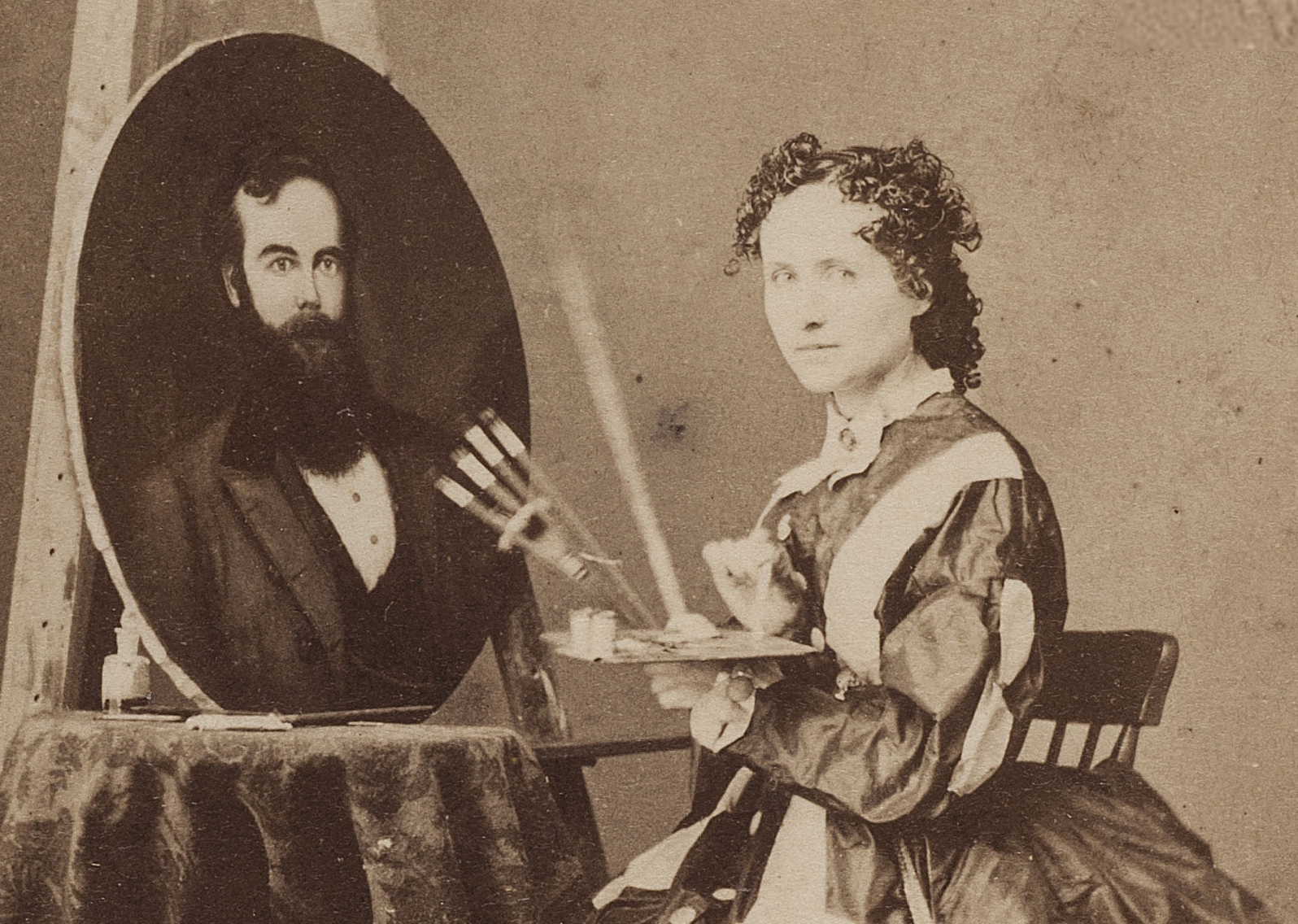
Elizabeth Gardner peignant un portrait dans les années 1870

Elisabeth Gardner représente une vague d'artistes américains qui au lendemain de la guerre de Sécession partent peindre à Paris,. Elle réussit à gagner sa vie en tant qu'artiste, sans aide familiale, d'abord en tant que copiste puis en tant que peintre. Sa vie fut partagée entre le besoin de vendre son art à la communauté américaine et négocier sa formation artistique et son intégration parmi les artistes de Paris. Par contraste, Mary Cassatt ou Eliza Hadelman bénéficient d'une aide familiale.
Lorsqu'elle présente Moïse dans les roseaux au Salon des artistes en 1878, elle traite d'un sujet religieux considéré, avec les sujets historiques, comme la forme d'art la plus élevée et donc habituellement dévolue aux peintres masculins. Les femmes peintres étaient découragées d'entreprendre de telles œuvres mais Elisabeth Gardner n'a que faire de cette compétition. Ce même tableau présente d'ailleurs une perspective féminine où deux femmes sauvent courageusement un bébé.
Influencée par son mari dans sa manière de peindre et l'usage de couleurs riches dans des scènes de la vie de tous les jours, elle reconnaît : « Je préférerais être connue comme le meilleur imitateur de Bouguereau que n'être personne. »,. Son style se rapproche en effet du style des peintres masculins de l’époque.

## Liste de ses tableaux
Ses œuvres les plus connues sont:
- Cendrillon,
- Cornelia et ses bijoux,
- Corinne,
- La Diseuse de bonne aventure,
- Maud Muller,
- Daphnis et Chloe,
- Ruth et Naomi,
- La Fille du fermier, 1887
- Le Mariage de Breton,
- L'Imprudente

Œuvres d'Elizabeth Jane Gardner Bouguereau
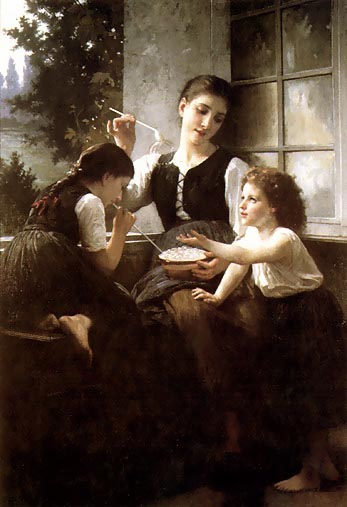
Bulles de savon (vers 1893), localisation inconnue.
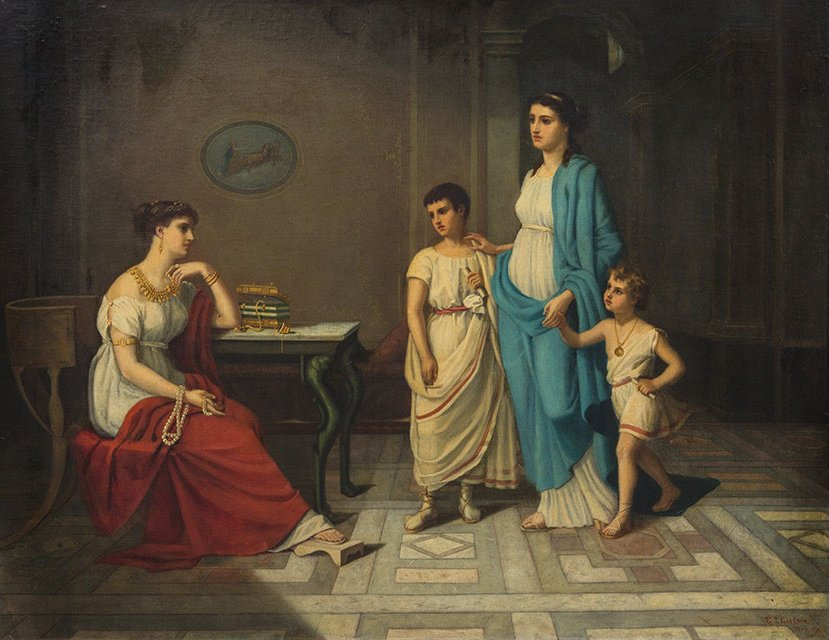
Cornelia et ses bijoux (1870), localisation inconnue.
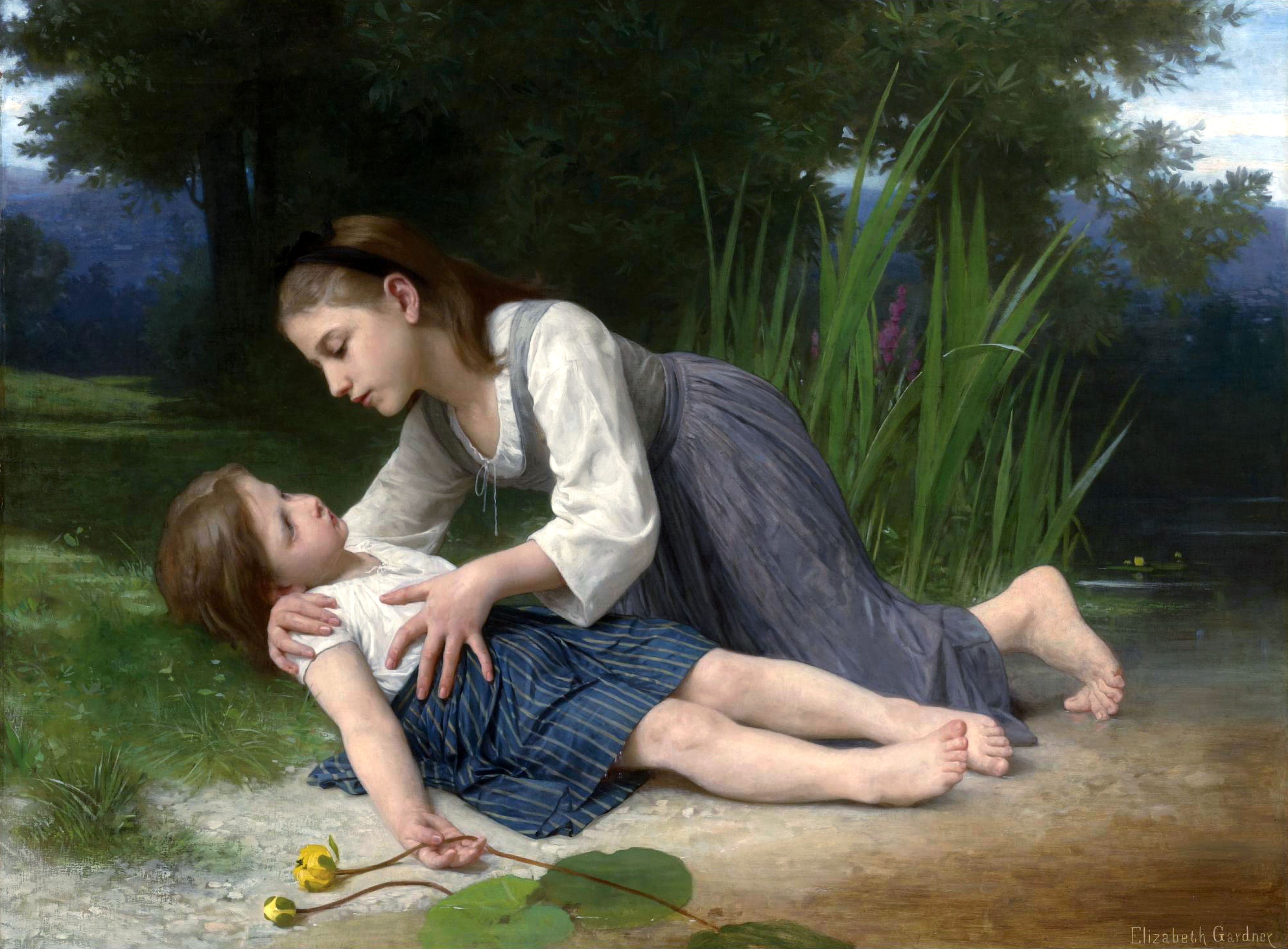
L'imprudente (1884), localisation inconnue.
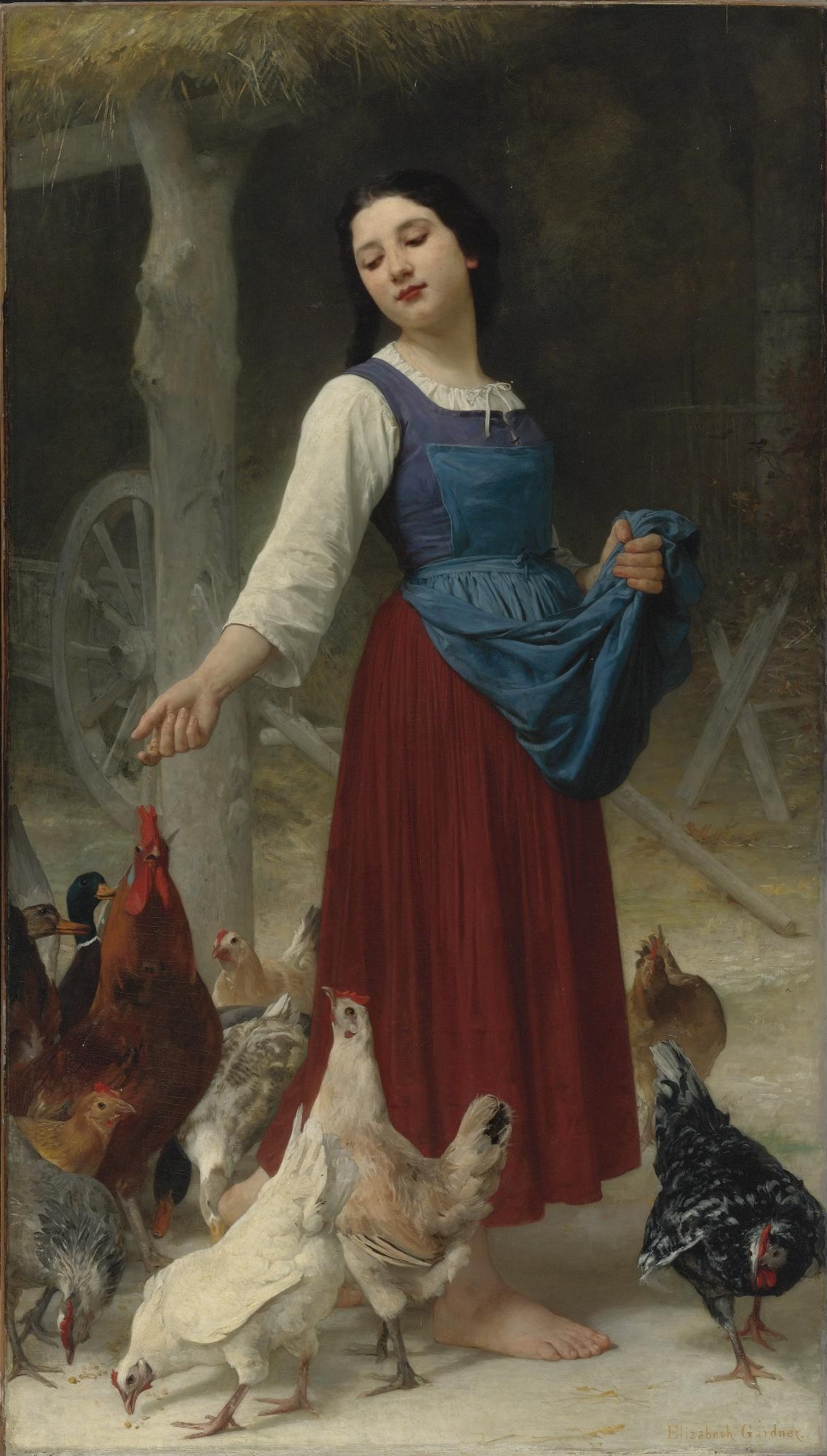
La Fille du fermier (1887), localisation inconnue.
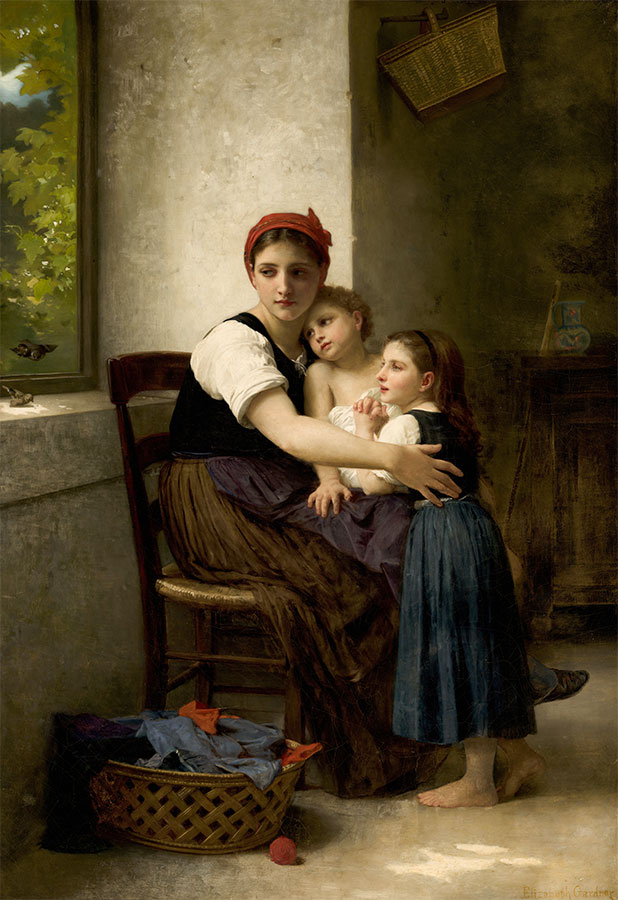
Maternité (vers 1887), Musée national des Beaux-Arts (Cuba)
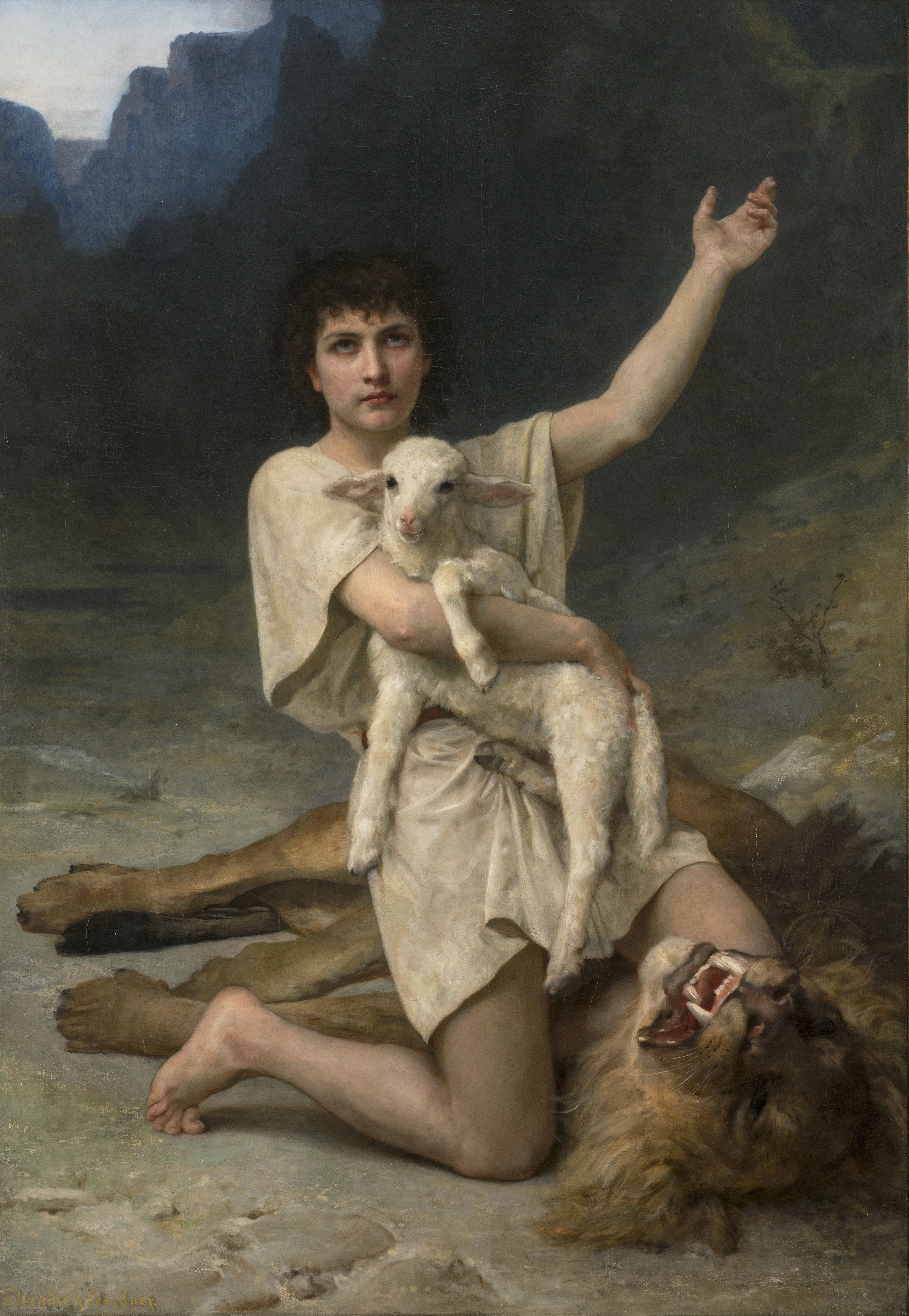
David le berger (vers 1895), National Museum of Women in the Arts
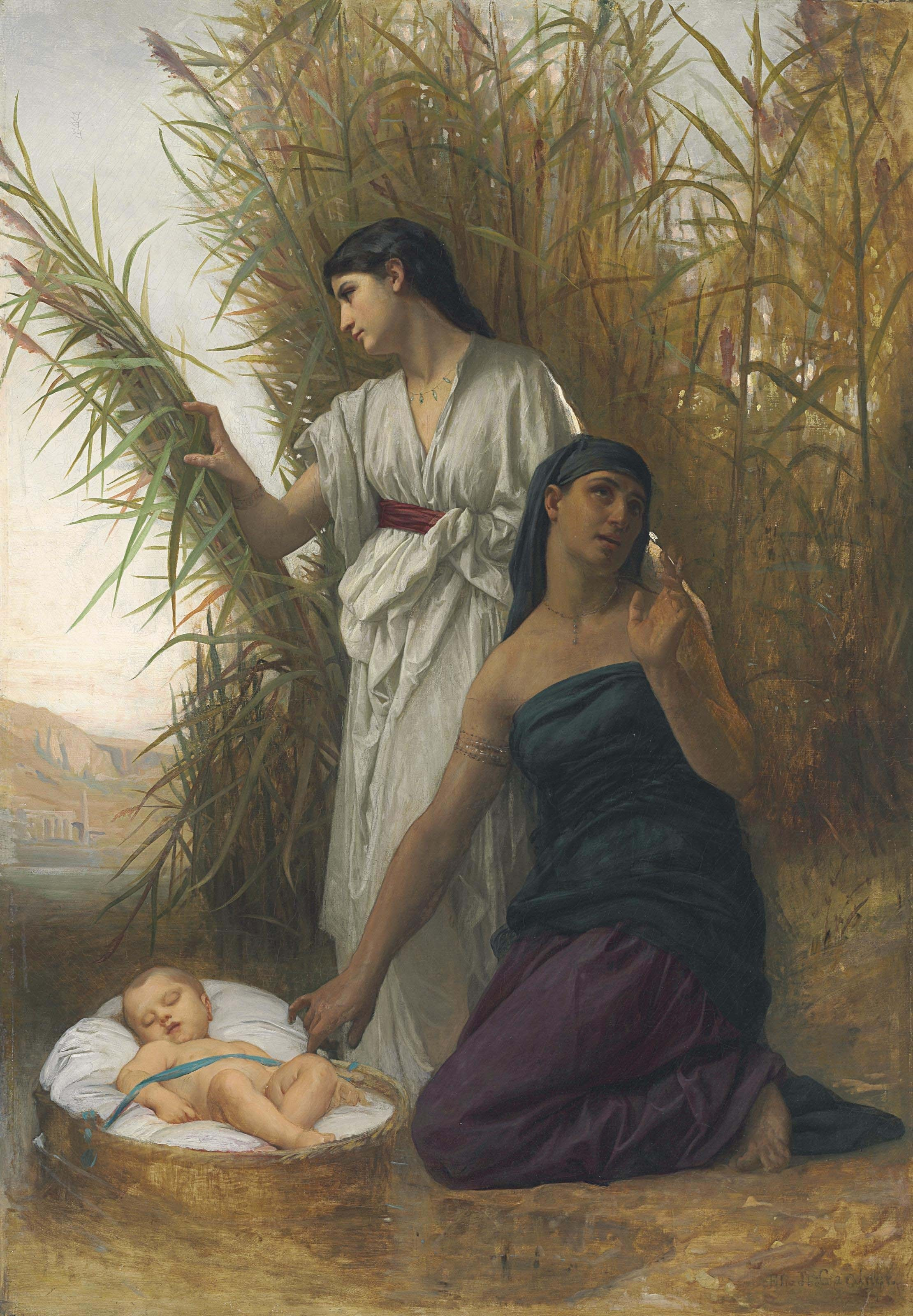
Moïse dans les roseaux (1877), localisation inconnue
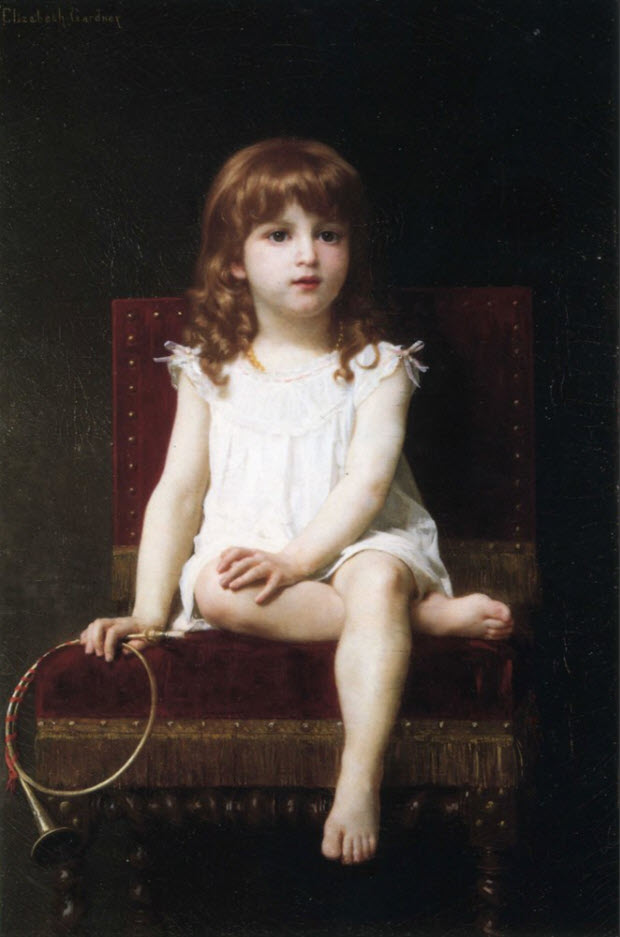
Portrait de la fille de Rudyard Kipling, localisation inconnue
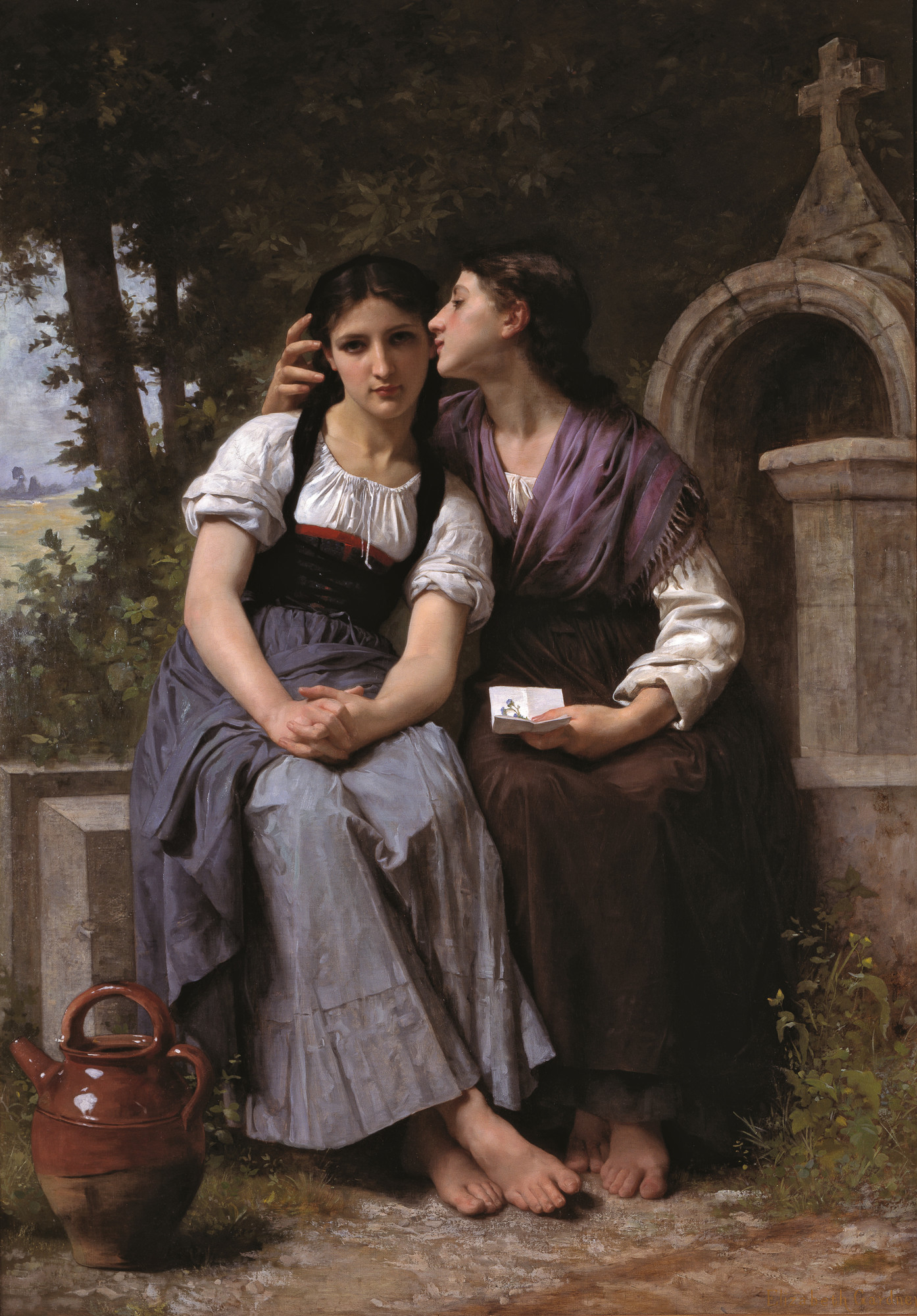
La Confidence, (c. 1880), Georgia Museum of art

Portraits d'Elizabeth Gardner par divers artistes
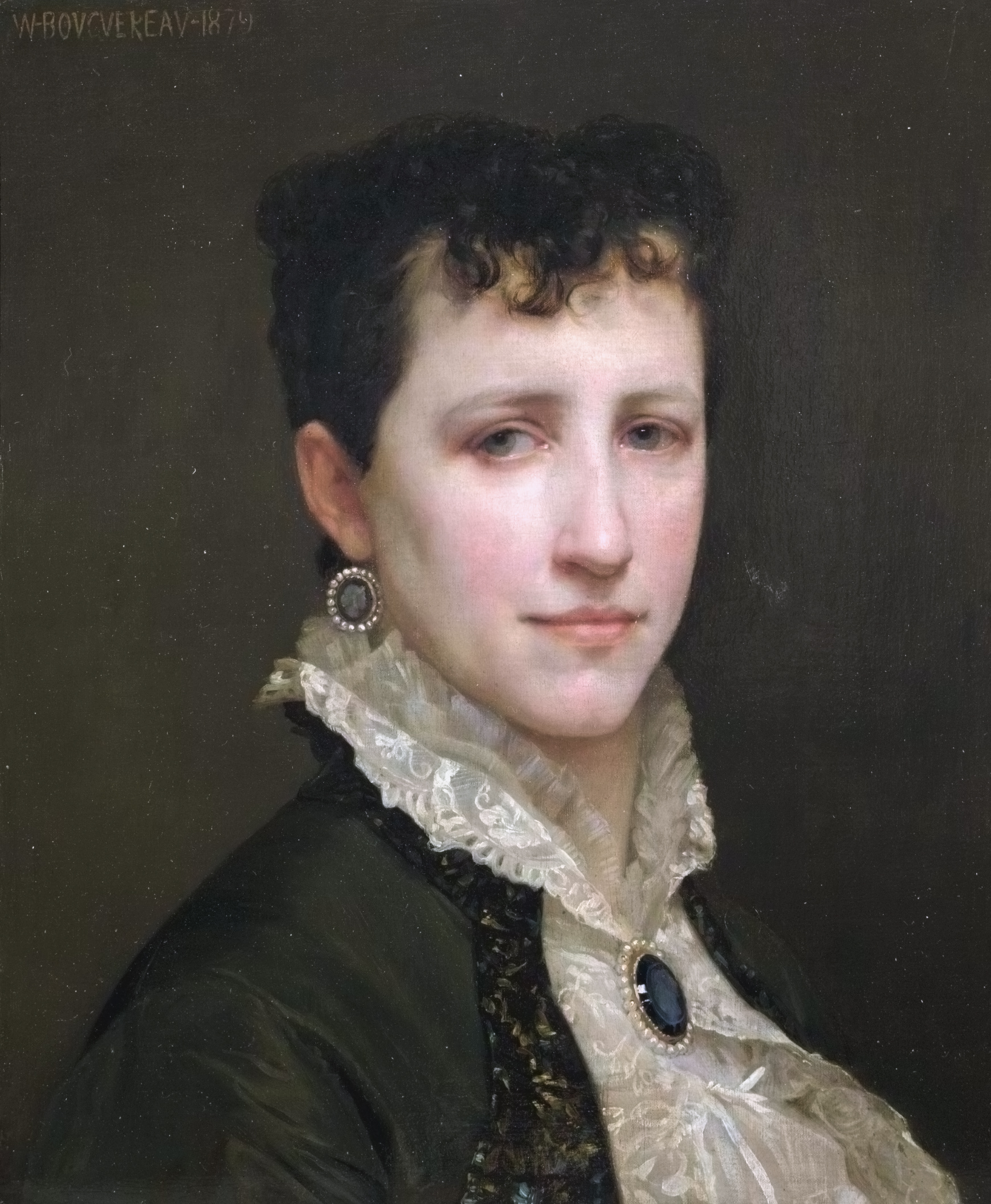
Portrait d'Elisabeth Jane Gardner (1879), par William Bouguereau, , localisation inconnue
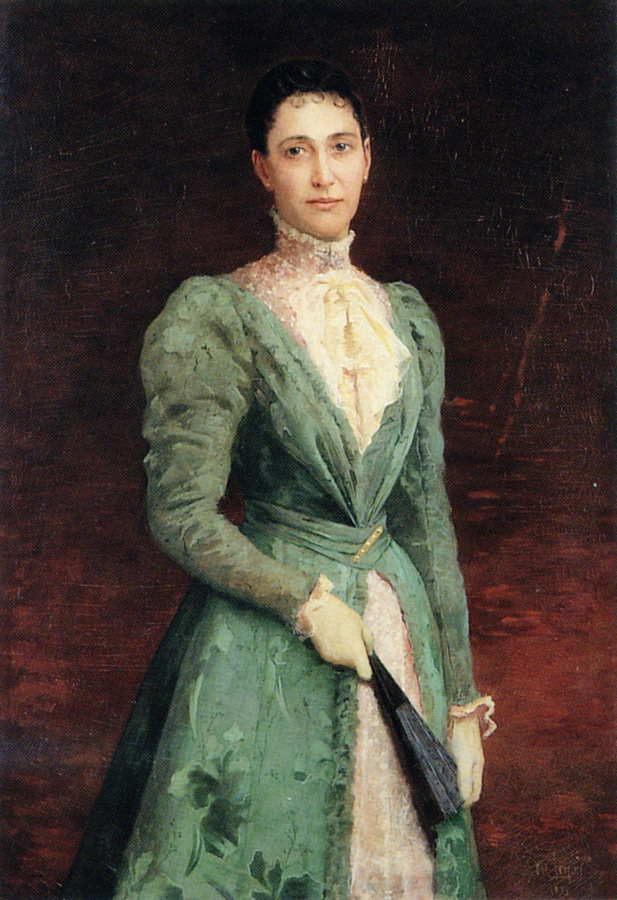
Portrait d'Elisabeth Jane Gardner (1895), par Charles Amable Lenoir, localisation inconnue

## Expositions
En 2007, ses œuvres font partie d'une exposition itinérante d'étudiants de William-Adolphe Bouguereau, dont Robert Henri, Cecilia Beaux, Anna Klumpke, Eanger Irving Couse et Minerva Chapman.